# دوري كرة القدم الإنجليزي 1970–71
دوري كرة القدم الإنجليزي 1970–71 (بالإنجليزية: 1970–71 Football League First Division)‏ هو موسم من دوري كرة القدم الإنجليزي. أقيم خلال الفترة 15 أغسطس 1970 وحتى 5 مايو 1971، وفاز فيه نادي أرسنال.